# 2308 Schilt
2308 Schilt este un asteroid din centura principală, descoperit pe 6 mai 1967 de Carlos Cesco și Arnold Klemola.